# Konséguéla
Konséguéla è un comune rurale del Mali facente parte del circondario di Koutiala, nella regione di Sikasso.
Il comune è composto da 17 nuclei abitati:
- Finzankoro
- Kiana
- Kolonina
- Konkombougou
- Konséguéla
- Morena
- N'Golobougou
- N'Togola
- Niémina
- Ouesserebougou
- Siguénasso
- Siguésso
- Sogotila
- Tempela
- Tomina
- Torosso
- Toupourla